# 栃木放送
栃木放送（日语：株式会社栃木放送，とちぎほうそう）是日本的一家以栃木縣為播出地區的AM廣播電台，簡稱是CRT（「Company Radio Tochigi」，識別呼號是「JOXF」。栃木放送是NRN成員。

## 外部連結
- 栃木放送 （页面存档备份，存于）
- 栃木放送的X（前Twitter）
- CRT栃木放送サポート倶楽部 （页面存档备份，存于）
- 栃放エンタープライズ （页面存档备份，存于）
- 栃木放送1982年10月の番組表（Radiofly Wiki） （页面存档备份，存于）